# 鷲津貞二郎

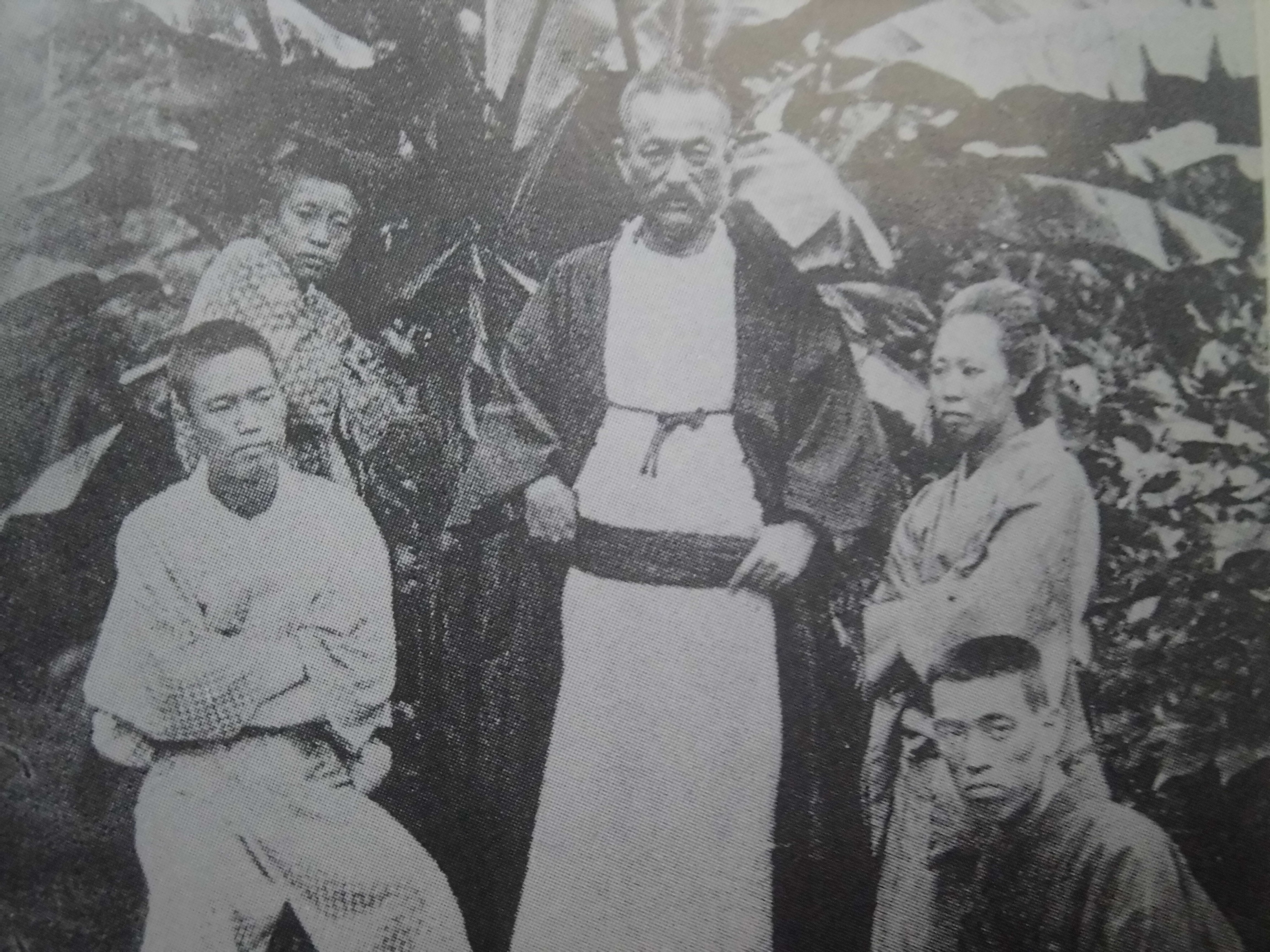
右より兄壮吉（永井荷風）、母恆、父久一郎、弟威三郎、貞二郎

鷲津 貞二郎（わしづ ていじろう、1883年2月5日 - 1927年12月15日）は、日本基督教会の牧師である。
1883年（明治16年）、東京小石川に永井久一郎、恒の次男として生まれる。兄の永井壮吉は後の永井荷風である。母方の祖母と母はW・シュピンナー宣教師から受洗した普及福音教会の熱心な信徒であった。
母方の鷲津家の養子になる。東京専門学校（現・早稲田大学）を卒業して、三菱銀行本店に勤務する。1902年（明治35年）に洗礼を受ける。東京神学社で学び植村正久の薫陶を受ける。卒業後に、日本基督教会の牧師の按手礼を受け、1912年（明治45年）に山梨教会に、1914年（大正3年）に水戸教会、富士見町教会、明星教会（小石川明星教会）の牧師を歴任する。